# Comté de Blue Earth
Pour les articles homonymes, voir Blue Earth.
Le comté de Blue Earth est situé dans l’État du Minnesota, aux États-Unis. Il comptait 69 112 habitants en 2020. Son siège est Mankato.